# Bóng rổ 3x3 tại Đại hội Thể thao châu Á 2022 – Giải đấu Nam
Giải đấu nam nội dung Bóng rổ 3x3 được tổ chức tại Sân bóng rổ Công viên Thông tin Địa lý Đức Thanh, Hồ Châu, Trung Quốc từ ngày 25 tháng 9 đến ngày 01 tháng 10 năm 2023.

## Quốc gia tham dự
| Campuchia  | Trung Quốc | Đài Bắc Trung Hoa | Hồng Kông |
| ---------- | ---------- | ----------------- | --------- |
|            |            |                   |           |
| Ấn Độ      | Iran       | Nhật Bản          | Jordan    |
|            |            |                   |           |
| Kazakhstan | Kyrgyzstan | Ma Cao            | Malaysia  |
|            |            |                   |           |
| Maldives   | Mông Cổ    | Philippines       | Qatar     |
|            |            |                   |           |
| Hàn Quốc   | Thái Lan   | Turkmenistan      |           |
|            |            |                   |           |

## Kết quả
- Tất cả thời gian thi đấu đều là giờ Việt Nam (UTC+07:00)

### Vòng loại

#### Bảng A
| VT | Đội               | ST | T | B | ĐT | ĐB | HS  | Giành quyền tham dự |
| -- | ----------------- | -- | - | - | -- | -- | --- | ------------------- |
| 1  | Mông Cổ           | 4  | 3 | 1 | 75 | 62 | +13 | Tứ kết              |
| 2  | Đài Bắc Trung Hoa | 4  | 3 | 1 | 73 | 52 | +21 | Vòng loại tứ kết    |
| 3  | Philippines       | 4  | 3 | 1 | 63 | 56 | +7  | Vòng loại tứ kết    |
| 4  | Hồng Kông         | 4  | 1 | 3 | 67 | 73 | −6  |                     |
| 5  | Jordan            | 4  | 0 | 4 | 37 | 72 | −35 |                     |

1. 1 2 3  Kết quả đối đầu: 1 trận thắng, 1 trận thua, xếp hạng bởi điểm số.

| 25 tháng 9 12:00 | Report | Jordan | 8–13 | Philippines |  | Sân bóng rổ Công viên Thông tin Địa lý Đức Thanh, Hồ Châu |

| 25 tháng 9 15:20 | Report | Đài Bắc Trung Hoa   | 22–12 | Hồng Kông          |  | Sân bóng rổ Công viên Thông tin Địa lý Đức Thanh, Hồ Châu Số khán giả: 328 Trọng tài: Kim Gain (Korea) Tatsuo Nagoshi (Japan) |
| 25 tháng 9 15:20 | Report | Điểm: Wang Jhe-yu 8 |       | Điểm: A.M.K. Lam 8 |  | Sân bóng rổ Công viên Thông tin Địa lý Đức Thanh, Hồ Châu Số khán giả: 328 Trọng tài: Kim Gain (Korea) Tatsuo Nagoshi (Japan) |

| 26 tháng 9 16:00 | Report | Philippines     | 17–12 | Đài Bắc Trung Hoa   |  | Sân bóng rổ Công viên Thông tin Địa lý Đức Thanh, Hồ Châu Số khán giả: 432 Trọng tài: Liu Chee Khun (Malaysia) Kim Gain (Korea) |
| 26 tháng 9 16:00 | Report | Điểm: Sajonia 6 |       | Điểm: Chiang Chun 4 |  | Sân bóng rổ Công viên Thông tin Địa lý Đức Thanh, Hồ Châu Số khán giả: 432 Trọng tài: Liu Chee Khun (Malaysia) Kim Gain (Korea) |

| 26 tháng 9 17:15 | Report | Mông Cổ | 17–13 | Jordan |  | Sân bóng rổ Công viên Thông tin Địa lý Đức Thanh, Hồ Châu |

| 27 tháng 9 12:00 | Report | Đài Bắc Trung Hoa   | 18–16 | Mông Cổ              |  | Sân bóng rổ Công viên Thông tin Địa lý Đức Thanh, Hồ Châu Số khán giả: 439 Trọng tài: Liu Chee Khun (Malaysia) Bahtiyar Ibragimov (Turkmenistan) |
| 27 tháng 9 12:00 | Report | Điểm: Chiang Chun 6 |       | Điểm: Myagmarsuren 9 |  | Sân bóng rổ Công viên Thông tin Địa lý Đức Thanh, Hồ Châu Số khán giả: 439 Trọng tài: Liu Chee Khun (Malaysia) Bahtiyar Ibragimov (Turkmenistan) |

| 27 tháng 9 15:20 | Report | Hồng Kông | 15–21 | Philippines |  | Sân bóng rổ Công viên Thông tin Địa lý Đức Thanh, Hồ Châu |

| 28 tháng 9 16:00 |  | Mông Cổ | 21–19 | Hồng Kông |  | Sân bóng rổ Công viên Thông tin Địa lý Đức Thanh, Hồ Châu |

| 28 tháng 9 17:15 | Report | Jordan                               | 7–21 | Đài Bắc Trung Hoa                  |  | Sân bóng rổ Công viên Thông tin Địa lý Đức Thanh, Hồ Châu Số khán giả: 464 Trọng tài: Alexandr Rulyov (Kazakhstan) Bahtiyar Ibragimov (Turkmenistan) |
| 28 tháng 9 17:15 | Report | Điểm: Adham 2 Al Shiyab 2 Hazaymeh 2 |      | Điểm: Chiang Chun 6 Yu Xiang Pin 6 |  | Sân bóng rổ Công viên Thông tin Địa lý Đức Thanh, Hồ Châu Số khán giả: 464 Trọng tài: Alexandr Rulyov (Kazakhstan) Bahtiyar Ibragimov (Turkmenistan) |

| 29 tháng 9 12:00 | Report | Hồng Kông          | 21–9 | Jordan           |  | Sân bóng rổ Công viên Thông tin Địa lý Đức Thanh, Hồ Châu |
| 29 tháng 9 12:00 | Report | Điểm: A.M.K. Lam 9 |      | Điểm: Hazaymeh 5 |  | Sân bóng rổ Công viên Thông tin Địa lý Đức Thanh, Hồ Châu |

| 29 tháng 9 12:50 | Report | Philippines  | 12–21 | Mông Cổ              |  | Sân bóng rổ Công viên Thông tin Địa lý Đức Thanh, Hồ Châu |
| 29 tháng 9 12:50 | Report | Điểm: Lina 7 |       | Điểm: Myagmarsuren 7 |  | Sân bóng rổ Công viên Thông tin Địa lý Đức Thanh, Hồ Châu |

#### Bảng B
| VT | Đội          | ST | T | B | ĐT | ĐB | HS  | Giành quyền tham dự |
| -- | ------------ | -- | - | - | -- | -- | --- | ------------------- |
| 1  | Hàn Quốc     | 4  | 3 | 1 | 78 | 56 | +22 | Tứ kết              |
| 2  | Nhật Bản     | 4  | 3 | 1 | 75 | 61 | +14 | Vòng loại tứ kết    |
| 3  | Iran         | 4  | 3 | 1 | 75 | 53 | +22 | Vòng loại tứ kết    |
| 4  | Turkmenistan | 4  | 1 | 3 | 65 | 59 | +6  |                     |
| 5  | Maldives     | 4  | 0 | 4 | 23 | 87 | −64 |                     |

1. 1 2 3  Kết quả đối đầu: 1 trận thắng, 1 trận thua, xếp hạng bởi điểm số.

| 25 tháng 9 12:25 | Report | Turkmenistan | 22–2 | Maldives |  | Sân bóng rổ Công viên Thông tin Địa lý Đức Thanh, Hồ Châu |

| 25 tháng 9 15:45 | Report | Iran | 12–21 | Hàn Quốc |  | Sân bóng rổ Công viên Thông tin Địa lý Đức Thanh, Hồ Châu |

| 26 tháng 9 16:25 | Report | Maldives | 6–22 | Iran |  | Sân bóng rổ Công viên Thông tin Địa lý Đức Thanh, Hồ Châu |

| 26 tháng 9 17:40 | Report | Nhật Bản | 19–15 | Turkmenistan |  | Sân bóng rổ Công viên Thông tin Địa lý Đức Thanh, Hồ Châu |

| 27 tháng 9 12:25 | Report | Iran | 22–13 | Nhật Bản |  | Sân bóng rổ Công viên Thông tin Địa lý Đức Thanh, Hồ Châu |

| 27 tháng 9 15:45 | Report | Hàn Quốc | 21–8 | Maldives |  | Sân bóng rổ Công viên Thông tin Địa lý Đức Thanh, Hồ Châu |

| 28 tháng 9 16:25 | Report | Nhật Bản | 21–17 | Hàn Quốc |  | Sân bóng rổ Công viên Thông tin Địa lý Đức Thanh, Hồ Châu |

| 28 tháng 9 17:40 | Report | Turkmenistan | 13–19 | Iran |  | Sân bóng rổ Công viên Thông tin Địa lý Đức Thanh, Hồ Châu |

| 29 tháng 9 12:25 |  | Hàn Quốc | 19–15 | Turkmenistan |  | Sân bóng rổ Công viên Thông tin Địa lý Đức Thanh, Hồ Châu |

| 29 tháng 9 15:45 | Report | Maldives | 7–22 | Nhật Bản |  | Sân bóng rổ Công viên Thông tin Địa lý Đức Thanh, Hồ Châu |

#### Bảng C
| VT | Đội        | ST | T | B | ĐT | ĐB | HS  | Giành quyền tham dự |
| -- | ---------- | -- | - | - | -- | -- | --- | ------------------- |
| 1  | Trung Quốc | 3  | 3 | 0 | 60 | 36 | +24 | Tứ kết              |
| 2  | Ấn Độ      | 3  | 2 | 1 | 56 | 46 | +10 | Vòng loại tứ kết    |
| 3  | Ma Cao     | 3  | 1 | 2 | 49 | 59 | −10 | Vòng loại tứ kết    |
| 4  | Malaysia   | 3  | 0 | 3 | 38 | 62 | −24 |                     |

| 25 tháng 9 13:40 | Report | Malaysia | 16–20 | Ấn Độ |  | Sân bóng rổ Công viên Thông tin Địa lý Đức Thanh, Hồ Châu |

| 25 tháng 9 18:50 | Report | Trung Quốc | 21–16 | Ma Cao |  | Sân bóng rổ Công viên Thông tin Địa lý Đức Thanh, Hồ Châu |

| 27 tháng 9 13:40 | Report | Ma Cao | 12–21 | Ấn Độ |  | Sân bóng rổ Công viên Thông tin Địa lý Đức Thanh, Hồ Châu |

| 27 tháng 9 18:50 | Report | Trung Quốc | 21–5 | Malaysia |  | Sân bóng rổ Công viên Thông tin Địa lý Đức Thanh, Hồ Châu |

| 29 tháng 9 13:40 | Report | Malaysia | 17–21 | Ma Cao |  | Sân bóng rổ Công viên Thông tin Địa lý Đức Thanh, Hồ Châu |

| 29 tháng 9 18:50 | Report | Ấn Độ | 15–18 | Trung Quốc |  | Sân bóng rổ Công viên Thông tin Địa lý Đức Thanh, Hồ Châu |

#### Bảng D
| VT | Đội        | ST | T | B | ĐT | ĐB | HS  | Giành quyền tham dự |
| -- | ---------- | -- | - | - | -- | -- | --- | ------------------- |
| 1  | Qatar      | 4  | 4 | 0 | 77 | 33 | +44 | Tứ kết              |
| 2  | Kazakhstan | 4  | 3 | 1 | 71 | 64 | +7  | Vòng loại tứ kết    |
| 3  | Thái Lan   | 4  | 2 | 2 | 71 | 50 | +21 | Vòng loại tứ kết    |
| 4  | Campuchia  | 4  | 1 | 3 | 45 | 78 | −33 |                     |
| 5  | Kyrgyzstan | 4  | 0 | 4 | 41 | 80 | −39 |                     |

| 25 tháng 9 14:05 | Report | Thái Lan | 21–10 | Campuchia |  | Sân bóng rổ Công viên Thông tin Địa lý Đức Thanh, Hồ Châu |

| 25 tháng 9 19:15 | Report | Kazakhstan | 20–16 | Kyrgyzstan |  | Sân bóng rổ Công viên Thông tin Địa lý Đức Thanh, Hồ Châu |

| 26 tháng 9 16:50 | Report | Campuchia | 13–21 | Kazakhstan |  | Sân bóng rổ Công viên Thông tin Địa lý Đức Thanh, Hồ Châu |

| 26 tháng 9 18:05 | Report | Qatar | 16–12 | Thái Lan |  | Sân bóng rổ Công viên Thông tin Địa lý Đức Thanh, Hồ Châu |

| 27 tháng 9 14:05 | Report | Kazakhstan | 11–19 | Qatar |  | Sân bóng rổ Công viên Thông tin Địa lý Đức Thanh, Hồ Châu |

| 27 tháng 9 19:15 | Report | Kyrgyzstan | 15–17 | Campuchia |  | Sân bóng rổ Công viên Thông tin Địa lý Đức Thanh, Hồ Châu |

| 28 tháng 9 16:50 | Report | Qatar | 21–5 | Kyrgyzstan |  | Sân bóng rổ Công viên Thông tin Địa lý Đức Thanh, Hồ Châu |

| 28 tháng 9 18:05 | Report | Thái Lan | 16–19 | Kazakhstan |  | Sân bóng rổ Công viên Thông tin Địa lý Đức Thanh, Hồ Châu |

| 29 tháng 9 14:05 |  | Kyrgyzstan | 5–22 | Thái Lan |  | Sân bóng rổ Công viên Thông tin Địa lý Đức Thanh, Hồ Châu |

| 29 tháng 9 19:15 |  | Campuchia | 5–21 | Qatar |  | Sân bóng rổ Công viên Thông tin Địa lý Đức Thanh, Hồ Châu |

### Vòng chung kết
|  | Vòng loại tứ kết  | Vòng loại tứ kết  |                   |    | Tứ kết       | Tứ kết       |    |  | Bán kết | Bán kết |  |  | Chung kết | Chung kết |
|  |                   |                   |                   |    |              |              |    |  |         |         |  |  |           |           |
|  |                   |                   |                   |    |              |              |    |  |         |         |  |  |           |           |
|  |                   |                   |                   |    |              |              |    |  |         |         |  |  |           |           |
|  |                   |                   |                   |    |              |              |    |  |         |         |  |  |           |           |
|  | 30 tháng 9        |                   |                   |    |              |              |    |  |         |         |  |  |           |           |
|  |                   |                   |                   |    |              |              |    |  |         |         |  |  |           |           |
|  | Mông Cổ           | 16                |                   |    |              |              |    |  |         |         |  |  |           |           |
|  | Mông Cổ           | 16                | 30 tháng 9        |    |              |              |    |  |         |         |  |  |           |           |
|  |                   |                   | Iran              | 15 |              |              |    |  |         |         |  |  |           |           |
|  | Ấn Độ             | 17                | Iran              | 15 |              |              |    |  |         |         |  |  |           |           |
|  | Ấn Độ             | 17                | 1 tháng 10        |    |              |              |    |  |         |         |  |  |           |           |
|  | Iran              | 19                |                   |    |              |              |    |  |         |         |  |  |           |           |
|  | Iran              | 19                | Mông Cổ           | 13 |              |              |    |  |         |         |  |  |           |           |
|  |                   |                   | Mông Cổ           | 13 |              |              |    |  |         |         |  |  |           |           |
|  |                   | Qatar             | 21                |    |              |              |    |  |         |         |  |  |           |           |
|  |                   | Qatar             | 21                |    |              |              |    |  |         |         |  |  |           |           |
|  | 30 tháng 9        |                   |                   |    |              |              |    |  |         |         |  |  |           |           |
|  |                   |                   |                   |    |              |              |    |  |         |         |  |  |           |           |
|  | Qatar             | 21                |                   |    |              |              |    |  |         |         |  |  |           |           |
|  | Qatar             | 21                | 30 tháng 9        |    |              |              |    |  |         |         |  |  |           |           |
|  |                   |                   | Nhật Bản          | 15 |              |              |    |  |         |         |  |  |           |           |
|  | Nhật Bản          | 21                | Nhật Bản          | 15 |              |              |    |  |         |         |  |  |           |           |
|  | Nhật Bản          | 21                | 1 tháng 10        |    |              |              |    |  |         |         |  |  |           |           |
|  | Ma Cao            | 12                |                   |    |              |              |    |  |         |         |  |  |           |           |
|  | Ma Cao            | 12                | Qatar             | 16 |              |              |    |  |         |         |  |  |           |           |
|  |                   |                   | Qatar             | 16 |              |              |    |  |         |         |  |  |           |           |
|  |                   | Đài Bắc Trung Hoa | 18                |    |              |              |    |  |         |         |  |  |           |           |
|  |                   | Đài Bắc Trung Hoa | 18                |    |              |              |    |  |         |         |  |  |           |           |
|  | 30 tháng 9        |                   |                   |    |              |              |    |  |         |         |  |  |           |           |
|  |                   |                   |                   |    |              |              |    |  |         |         |  |  |           |           |
|  | Trung Quốc        | 15                |                   |    |              |              |    |  |         |         |  |  |           |           |
|  | Trung Quốc        | 15                | 30 tháng 9        |    |              |              |    |  |         |         |  |  |           |           |
|  |                   |                   | Đài Bắc Trung Hoa | 22 |              |              |    |  |         |         |  |  |           |           |
|  | Đài Bắc Trung Hoa | 19                | Đài Bắc Trung Hoa | 22 |              |              |    |  |         |         |  |  |           |           |
|  | Đài Bắc Trung Hoa | 19                | 1 tháng 10        |    |              |              |    |  |         |         |  |  |           |           |
|  | Thái Lan          | 17                |                   |    |              |              |    |  |         |         |  |  |           |           |
|  | Thái Lan          | 17                | Đài Bắc Trung Hoa | 18 |              |              |    |  |         |         |  |  |           |           |
|  |                   |                   | Đài Bắc Trung Hoa | 18 |              |              |    |  |         |         |  |  |           |           |
|  |                   | Hàn Quốc          | 17                |    | Tranh hạng 3 | Tranh hạng 3 |    |  |         |         |  |  |           |           |
|  |                   | Hàn Quốc          | 17                |    | Tranh hạng 3 | Tranh hạng 3 |    |  |         |         |  |  |           |           |
|  | 30 tháng 9        | 30 tháng 9        |                   |    | 1 tháng 10   | 1 tháng 10   |    |  |         |         |  |  |           |           |
|  | 30 tháng 9        | 30 tháng 9        |                   |    | 1 tháng 10   | 1 tháng 10   |    |  |         |         |  |  |           |           |
|  | Hàn Quốc          | 19                | Mông Cổ           | 21 |              |              |    |  |         |         |  |  |           |           |
|  | Hàn Quốc          | 19                | Mông Cổ           | 21 | 30 tháng 9   |              |    |  |         |         |  |  |           |           |
|  |                   |                   | Philippines       | 16 |              | Hàn Quốc     | 20 |  |         |         |  |  |           |           |
|  | Kazakhstan        | 14                | Philippines       | 16 |              | Hàn Quốc     | 20 |  |         |         |  |  |           |           |
|  | Kazakhstan        | 14                |                   |    |              |              |    |  |         |         |  |  |           |           |
|  | Philippines       | 15                |                   |    |              |              |    |  |         |         |  |  |           |           |
|  | Philippines       | 15                |                   |    |              |              |    |  |         |         |  |  |           |           |

#### Vòng loại tứ kết
| 30 tháng 9 12:25 |  | Ấn Độ | 17–19 | Iran |  | Sân bóng rổ Công viên Thông tin Địa lý Đức Thanh, Hồ Châu |

| 30 tháng 9 13:15 |  | Nhật Bản | 21–12 | Ma Cao |  | Sân bóng rổ Công viên Thông tin Địa lý Đức Thanh, Hồ Châu |

| 30 tháng 9 14:05 |                                                                                              | Đài Bắc Trung Hoa | 19–17                                                                  | Thái Lan |  | Sân bóng rổ Công viên Thông tin Địa lý Đức Thanh, Hồ Châu Số khán giả: 477 Trọng tài: Alexandr Rulyov (Kazakhstan) Kim Gain (Korea) |
| 30 tháng 9 14:05 | Điểm: Yu Xiang Ping 7 Chụp bóng bật bảng: Chiang Chun 5 Hỗ trợ: Chiang Chun 3 Lin Sin Kuan 3 |                   | Điểm: Ejesu 9 Chụp bóng bật bảng: Ejesu 9 Hỗ trợ: Phithakphawasutthi 4 |          |  | Sân bóng rổ Công viên Thông tin Địa lý Đức Thanh, Hồ Châu Số khán giả: 477 Trọng tài: Alexandr Rulyov (Kazakhstan) Kim Gain (Korea) |

| 30 tháng 9 14:55 |  | Kazakhstan | 14–15 | Philippines |  | Sân bóng rổ Công viên Thông tin Địa lý Đức Thanh, Hồ Châu |

#### Tứ kết
| 30 tháng 9 17:25 |  | Mông Cổ | 16–15 | Iran |  | Sân bóng rổ Công viên Thông tin Địa lý Đức Thanh, Hồ Châu |

| 30 tháng 9 18:15 |  | Qatar | 21–15 | Nhật Bản |  | Sân bóng rổ Công viên Thông tin Địa lý Đức Thanh, Hồ Châu |

| 30 tháng 9 19:05 |                                                                                                 | Trung Quốc | 15–22                                                                        | Đài Bắc Trung Hoa |  | Sân bóng rổ Công viên Thông tin Địa lý Đức Thanh, Hồ Châu Trọng tài: Liu Chee Khun (Malasysia) Tatsuo Nagoshi (Japan) |
| 30 tháng 9 19:05 | Điểm: Liu Yuxuan 8 Chụp bóng bật bảng: Liu Yuxuan 5 Hỗ trợ: Liu Yuxuan 1 Zhao Jiaren Zhou Yanxu |            | Điểm: Chiang Chun 5 Chụp bóng bật bảng: Lin Sin Kuan 9 Hỗ trợ: Chiang Chun 3 |                   |  | Sân bóng rổ Công viên Thông tin Địa lý Đức Thanh, Hồ Châu Trọng tài: Liu Chee Khun (Malasysia) Tatsuo Nagoshi (Japan) |

| 30 tháng 9 19:55 |  | Hàn Quốc | 19–16 | Philippines |  | Sân bóng rổ Công viên Thông tin Địa lý Đức Thanh, Hồ Châu |

#### Bán kết
| 1 tháng 10 15:50 |  | Mông Cổ | 13–21 | Qatar |  | Sân bóng rổ Công viên Thông tin Địa lý Đức Thanh, Hồ Châu |

| 1 tháng 10 16:15 |                                                                              | Đài Bắc Trung Hoa | 18–17                                        | Hàn Quốc |  | Sân bóng rổ Công viên Thông tin Địa lý Đức Thanh, Hồ Châu Số khán giả: 523 Trọng tài: Liu Chee Khun (Malaysia) Tatsuo Nagoshi (Japan) |
| 1 tháng 10 16:15 | Điểm: Lin Sin-Kuan 7 Chụp bóng bật bảng: Chiang Chun 4 Hỗ trợ: Chiang Chun 7 |                   | Điểm: Seo M. 12 Chụp bóng bật bảng: Kim D. 6 |          |  | Sân bóng rổ Công viên Thông tin Địa lý Đức Thanh, Hồ Châu Số khán giả: 523 Trọng tài: Liu Chee Khun (Malaysia) Tatsuo Nagoshi (Japan) |

#### Tranh hạng 3
| 1 tháng 10 18:30 |  | Mông Cổ | 21–20 | Hàn Quốc |  | Sân bóng rổ Công viên Thông tin Địa lý Đức Thanh, Hồ Châu |

#### Chung kết
| 1 tháng 10 19:30 |                                                                     | Qatar | 16–18                                                                            | Đài Bắc Trung Hoa |  | Sân bóng rổ Công viên Thông tin Địa lý Đức Thanh, Hồ Châu Số khán giả: 525 Trọng tài: Liu Chee Khun (Malaysia) Alexandr Rulyov (Kazakhstan) |
| 1 tháng 10 19:30 | Điểm: O. Saad 6 Chụp bóng bật bảng: H. Mousa 6 Hỗ trợ: M. Abasher 3 |       | Điểm: Lin Sin-Kuan 7 Chụp bóng bật bảng: Yu Xiang-Ping 5 Hỗ trợ: three players 1 |                   |  | Sân bóng rổ Công viên Thông tin Địa lý Đức Thanh, Hồ Châu Số khán giả: 525 Trọng tài: Liu Chee Khun (Malaysia) Alexandr Rulyov (Kazakhstan) |